# 阿部晋也
阿部 晋也（あべ しんや、1980年1月6日 - ）は、日本のカーリング選手、指導者。北海道コンサドーレ札幌カーリングチーム所属。

## 経歴
北海道常呂郡常呂町（現北見市常呂町）生まれ。小学校1年生の頃に常呂町にカーリング専用リンクができたことをきっかけにカーリングを始める。オリンピック3大会出場の小笠原歩、船山弓枝は常呂中学校の1年先輩にあたる。
1996年、日本カーリング選手権大会に敦賀信人らとチーム「アイスマン」として出場し、自身初優勝。

### コーチ時代
2005年チーム青森のコーチに就任。
2006年トリノオリンピック、2010年バンクーバーオリンピックの女子代表コーチを務める。
2012年3月、協会専任コーチを辞職。背景には来季の日本代表を単独チームか混成チームか結論を出さない強化委員会への不満があったとされる。

### 現役復帰、4REAL時代
2012年6月、佐藤浩、竹田直将、松村雄太と共に札幌でカーリングチーム「4REAL」を設立し、本格的に選手に復帰する。
日本選手権では、2013年3位、2015年準優勝、2016年3位、2017年準優勝、2018年準優勝と日本一まであと少しという状況が続いた。

### コンサドーレ札幌
2018–19年
北海道コンサドーレ札幌カーリングチームが、4REALを引き継ぎ、さらにSC軽井沢クラブのサードとして平昌オリンピック5位入賞に貢献した清水徹郎を迎え入れる形で発足。日本代表として、2018年パシフィックアジアカーリング選手権大会 (PACC) に出場し、優勝。第36回日本カーリング選手権大会優勝。日本代表として2019年世界男子カーリング選手権大会に出場し、4位入賞。
2019–20年
2019年7月、国の指定難病である潰瘍性大腸炎で2カ月間入院。11月のパシフィックアジアカーリング選手権大会 (PACC) で競技に復帰した。第37回日本カーリング選手権大会優勝。
2020–21年
第38回日本カーリング選手権大会優勝。
2023–24年
第41回日本カーリング選手権大会優勝。

## チーム

### 4人制男子
| シーズン | スキップ    | サード      | セカンド    | リード   | リザーブ | 備考                 |
| -------- | ----------- | ----------- | ----------- | -------- | -------- | -------------------- |
| 1995–96  | 佐藤浩(s)   | 敦賀信人    | 堀員仁      | 阿部晋也 | 敦賀浩司 | WJCC 1996            |
| 1996–97  | 佐藤浩(s)   | 敦賀信人    | 堀員仁      | 阿部晋也 | 工藤博文 | JCC 1996, PPC 1996   |
| 1997–98  | 敦賀信人(s) | 佐藤浩      | 堀員仁      | 阿部晋也 | 広沢祐輔 | WJCC 1998            |
| 2012–13  | 阿部晋也(s) | 佐藤浩      | 竹田直将    | 松村雄太 |          | JCC 2013             |
| 2013–14  | 阿部晋也(s) | 松村雄太    | 竹田直将    | 佐藤浩   |          | [ 20 ]               |
| 2013–14  | 両角友佑(s) | 山口剛史    | 清水徹郎    | 両角公佑 | 阿部晋也 | PCC 2013, OQE 2013   |
| 2014–15  | 阿部晋也(s) | 松村雄太    | 林佑樹      | 佐藤浩   |          | JCC 2015             |
| 2015–16  | 阿部晋也(s) | 松村雄太    | 林佑樹      | 佐藤浩   | 谷田康真 | JCC 2016             |
| 2016–17  | 阿部晋也(s) | 松村雄太    | 林佑樹      | 佐藤浩   | 谷田康真 | JCC 2017             |
| 2017–18  | 松村雄太    | 谷田康真    | 阿部晋也(s) | 相田晃輔 | 齊藤太賀 | JCC 2018             |
| 2018–19  | 松村雄太(s) | 清水徹郎    | 谷田康真    | 阿部晋也 | 相田晃輔 | PACC 2018, WMCC 2019 |
| 2019–20  | 松村雄太(s) | 清水徹郎    | 谷田康真    | 相田晃輔 | 阿部晋也 | PACC 2019            |
| 2020–21  | 松村雄太(s) | 清水徹郎    | 谷田康真    | 阿部晋也 | 相田晃輔 | JCC 2021             |
| 2021–22  | 松村雄太(s) | 清水徹郎    | 谷田康真    | 阿部晋也 | 相田晃輔 | HBCC2021, OQE 2021   |
| 2021–22  | 谷田康真(s) | 清水徹郎    | 相田晃輔    | 阿部晋也 |          | JCC 2022             |
| 2022–23  | 清水徹郎    | 大内遥斗    | 阿部晋也(s) | 敦賀爽太 | 鈴木実倫 | JCC 2023             |
| 2023–24  | 清水徹郎    | 阿部晋也(s) | 大内遥斗    | 敦賀爽太 | 敦賀信人 | JCC 2024             |
| 2024–25  | 清水徹郎    | 阿部晋也(s) | 佐藤剣仁    | 大内遥斗 | 敦賀爽太 | JCC 2025             |

(s)…スキップ

## 代表コーチとしての成績
| 年   | 大会                               | ナショナルチーム | 順位 |
| ---- | ---------------------------------- | ---------------- | ---- |
| 2006 | 2006年トリノオリンピック           | 日本 (女子)      | 7    |
| 2006 | 2006年パシフィック選手権           | 日本 (女子)      | 3    |
| 2007 | 2007年冬季ユニバーシアード         | 日本 (女子)      | 3    |
| 2007 | 2007年パシフィック選手権           | 日本 (女子)      | 2    |
| 2008 | 2008年世界女子カーリング選手権大会 | 日本 (女子)      | 4    |
| 2008 | 2008年パシフィック選手権           | 日本 (女子)      | 3    |
| 2009 | 2009年パシフィック選手権           | 日本 (女子)      | 2    |
| 2010 | 2010年バンクーバーオリンピック     | 日本 (女子)      | 8    |
| 2010 | 2010年世界女子カーリング選手権大会 | 日本 (女子)      | 11   |
| 2010 | 2010年パシフィック選手権           | 日本 (女子)      | 3    |
| 2011 | 2011年パシフィックアジア選手権     | 日本 (男子)      | 6    |

## 主な成績

### 日本代表
- パシフィックアジアカーリング選手権：優勝 (2018年[9])、準優勝 (1996年[17]、2019年[32])
- 世界男子カーリング選手権
  - 2019年 - 4位[11]
  - 2021年 - 9位[33]
- 世界ミックスダブルスカーリング選手権
  - 2017年 - 19位[34]

### クラブチーム
- 日本カーリング選手権：優勝 (1996[2]、2019年[10]、2020年[14]、2021年[15]、2024年)
- オークヴィル・フォール・クラシック（英語版）：優勝 (2018年[35])
- どうぎんカーリングクラシック：優勝 (2019年[36])